# Vuelta a España 1973
Das Radrennen zur 28. Vuelta a España wurde in 22 Abschnitten und 3060,8 Kilometern vom 26. April bis zum 13. Mai 1973 ausgetragen. Der Gewinner war der Belgier Eddy Merckx, die Bergwertung gewann José Luis Abilleira. Die  Punktewertung, die Meta Volantes-Wertung sowie die Kombinationswertung gewann ebenfalls Eddy Merckx und das Team La Casera siegte in der Mannschaftswertung.

## Etappen
| Etappe | von                   | nach                   | km         | Gewinner                | Maillot amarillo |
| ------ | --------------------- | ---------------------- | ---------- | ----------------------- | ---------------- |
| Prolog | Calp                  | Calp                   | 5 (EZF)    | Eddy Merckx             | Eddy Merckx      |
| 1      | Calp                  | Murcia                 | 187        | Pieter Nassen           | Eddy Merckx      |
| 2      | Murcia                | Albacete               | 156        | Gerben Karstens         | Gerben Karstens  |
| 3      | Albacete              | Alcázar de San Juan    | 146        | Pieter Nassen           | Gerben Karstens  |
| 4      | Alcázar de San Juan   | Cuenca                 | 169        | Joseph De Schoenmaecker | José Pesarrodona |
| 5      | Cuenca                | Teruel                 | 191        | Gerben Karstens         | José Pesarrodona |
| 6A     | Teruel                | La Pobla de Farnals    | 150        | Roger Swerts            | José Pesarrodona |
| 6B     | La Pobla de Farnals   | La Pobla de Farnals    | 5 (MZF)    | Molteni                 | José Pesarrodona |
| 7      | La Pobla de Farnals   | Castellón de la Plana  | 165        | Gerben Karstens         | José Pesarrodona |
| 8      | Castellón de la Plana | Calafell               | 245        | Eddy Merckx             | José Pesarrodona |
| 9A     | Calafell              | Barcelona              | 80         | Juan Manuel Santisteban | José Pesarrodona |
| 9B     | Barcelona             | Barcelona              | 37,9       | Jacques Esclassan       | José Pesarrodona |
| 10     | Barcelona             | Empuriabrava           | 171        | Eddy Merckx             | José Pesarrodona |
| 11     | Empuriabrava          | Manresa                | 225        | Bernard Thévenet        | Eddy Merckx      |
| 12     | Manresa               | Saragossa              | 259        | Gerben Karstens         | Eddy Merckx      |
| 13     | Mallén                | Irache                 | 175        | Domingo Perurena        | Eddy Merckx      |
| 14     | Irache                | Bilbao                 | 182        | Juan Zurano             | Eddy Merckx      |
| 15A    | Bilbao                | Torrelavega            | 154        | Eddy Peelman            | Eddy Merckx      |
| 15B    | Torrelavega           | Torrelavega            | 17,4 (EZF) | Eddy Merckx             | Eddy Merckx      |
| 16     | Torrelavega           | Miranda de Ebro        | 203        | Eddy Merckx             | Eddy Merckx      |
| 17A    | Miranda de Ebro       | Tolosa                 | 127        | Eddy Peelman            | Eddy Merckx      |
| 17B    | Hernani               | Donostia-San Sebastián | 10,5 (EZF) | Eddy Merckx             | Eddy Merckx      |

## Endstände
| Sieger                | Eddy Merckx               | 84:40:50 h  |
| Zweiter               | Luis Ocaña Pernía         | + 3:46 min  |
| Dritter               | Bernard Thévenet          | + 4:16 min  |
| Vierter               | José Pesarrodona          | + 5:54 min  |
| Fünfter               | Pedro Torres Cruces       | + 7:29 min  |
| Sechster              | Joaquim Agostinho         | + 8:15 min  |
| Siebter               | Agustín Tamames           | + 9:15 min  |
| Achter                | Luis Balagué              | + 12:26 min |
| Neunter               | Roger Swerts              | + 13:27 min |
| Zehnter               | Jesús Manzaneque          | + 15:01 min |
| Punktewertung         | Eddy Merckx               | 215 P.      |
| Zweiter               | Roger Swerts              | 162 P.      |
| Dritter               | Peter Nassen              | 154 P.      |
| Bergwertung           | José Luis Abilleira       | 97 P.       |
| Zweiter               | Eddy Merckx               | 83 P.       |
| Dritter               | Luis Balagué              | 60 P.       |
| Meta Volantes-Wertung | Eddy Merckx               | 26 P.       |
| Kombinationswertung   | Eddy Merckx               |             |
| Teamwertung           | La Casera-Peña Bahamontes | 254:01:59 h |